# Calixt III. (Gegenpapst)
Johannes von Struma OSBVall († um 1180 in Benevent) war unter dem Namen Calixt III. von 1168 bis zum 29. August 1178 Gegenpapst zu Alexander III. Sein Papst-Name bedeutet „der Schönste“ (griech./latein.)
Aus Arezzo stammend, wurde Johannes von Struma von Gegenpapst Paschalis III. zum Kardinalbischof von Albano ernannt. Nach dem Tode Paschalis III. im Jahre 1168 folgte ihm Johannes als Calixt III. als von der Partei Kaiser Friedrich Barbarossas anerkannter Papst nach. Barbarossa musste jedoch 1177 die Rechtmäßigkeit des Pontifikats Alexanders III. anerkennen und konnte daher an Calixt III. nicht mehr festhalten. Dieser hielt sich noch einige Zeit als Gegenpapst in Albano, unterwarf sich jedoch 1178 Papst Alexander III., der ihm die Verwaltung der Kirchengüter in Benevent übertrug, wo Calixt III. wenig später starb.